# Суареш, Жуан
Жуа́н Барро́зу Суа́реш (порт. João Soares; род. 29 августа 1949, Лиссабон) — португальский политический и государственный деятель. Министр культуры Португалии (2015—2016). Мэр Лиссабона (1995—2002).

## Биография
Сын Мариу Суареша, президента Португалии (1986—1996). Изучал право в Лиссабонском университете, однако по политическим мотивам был исключён из вуза.
Работал издателем. Участвовал в деятельности Социалистической партии Португалии.
В 1987—1991 годах был депутатом Ассамблеи Республики. С 1994 по 1995 год — член Европейского парламента от Португалии.
В 1995—2002 годах занимал пост мэра Лиссабона, выдвинут от коалиции социалистов и коммунистов.
В 2002 году снова был избран депутатом Ассамблеи Республики, переизбирался на выборах в 2005, 2009, 2011 и 2015 годах.
Возглавлял португальскую делегацию на Парламентской ассамблее ОБСЕ, в 2008 году был избран её президентом. В июле 2009 года был переизбран на очередной годичный срок.
В 2012 году во время выборов в США выполнял функции специального координатора Бюро по демократическим институтам и правам человека.
В ноябре 2015 года стал министром культуры Португалии. После того, как в апреле 2016 года он опубликовал запись в Facebook, в которой угрожал физической расправой двум журналистам, которые критиковали его деятельность в качестве мэра Лиссабона, был подвергнут широкой критике. В том же месяце подал в отставку с должности министра.

## Награды
- Большой крест Ордена Бернардо О’Хиггинса (2001)
- Золотая медаль «За заслуги» (2019, Сербия)[3]